# Günzerode
Günzerode is een  dorp in de Duitse gemeente Werther in het Landkreis Nordhausen in Thüringen. Het dorp wordt voor het eerst genoemd in een oorkonde uit 1188. Tot 1997 was Günzerode een zelfstandige gemeente binnen de Verwaltungsgemeinschaft Helmetal. 
De dorpskerk, gewijd aan Andreas,  had oorspronkelijk een toren, die echter in de tijd van de DDR is verdwenen.